# لینشوپینگ
شهر لینشوپینگ (به سوئدی: Linköping) در ناحیه شهری لینشوپینگ در کشور سوئد واقع شده‌است. جمعیت این شهر ۱۶۱٫۴۹۹ نفر است. لینشوپینگ مرکز شهرستان اوستریوتلاند و پنجمین شهر پرجمعیت سوئد است. لینشوپینگ مرکز منطقه فرهنگی قدیمی‌ای است که ۷۰۰ سالگی خود را در سال ۱۹۸۷ جشن گرفت. نماد اصلی شهر لینشوپینگ کلیسای جامع آن است که با ۸۰۰ سال قدمت در مرکز تاریخی شهر واقع شده‌است.
امروزه لینشوپینگ با دانشگاه و فناوری‌های پیشرفته‌اش شناخته می‌شود. این شهر در برنامه‌های توسعه پایدار خود قصد دارد که تا سال ۲۰۲۵ به شهری کربن خنثی تبدیل شود. لینشوپینگ که بر صفحه اوستریوتلاند قرار دارد در ۴۰ کیلومتری نورشوپینگ واقع شده که در نزدیکی دریاست.

## تاریخ
ریشه نام لینشوپینگ احتمالاً در لیونگا تینگ است که در قانون اسکاندیناوی در قرون وسطی مهم‌ترین تینگ در اوستریوتلاند بوده‌است. موقعیت دقیق لیونگا تینگ مشخص نیست، اما احتمالاً در مسیر اریکسگاتا قرار داشته‌است. اریکسگاتا نام سفر سنتی پادشاهان تازه‌انتخاب‌شده سوئد بوده‌است. واژه «شوپینگ» به این معناست که بازاری در این منطقه وجود داشته‌است.

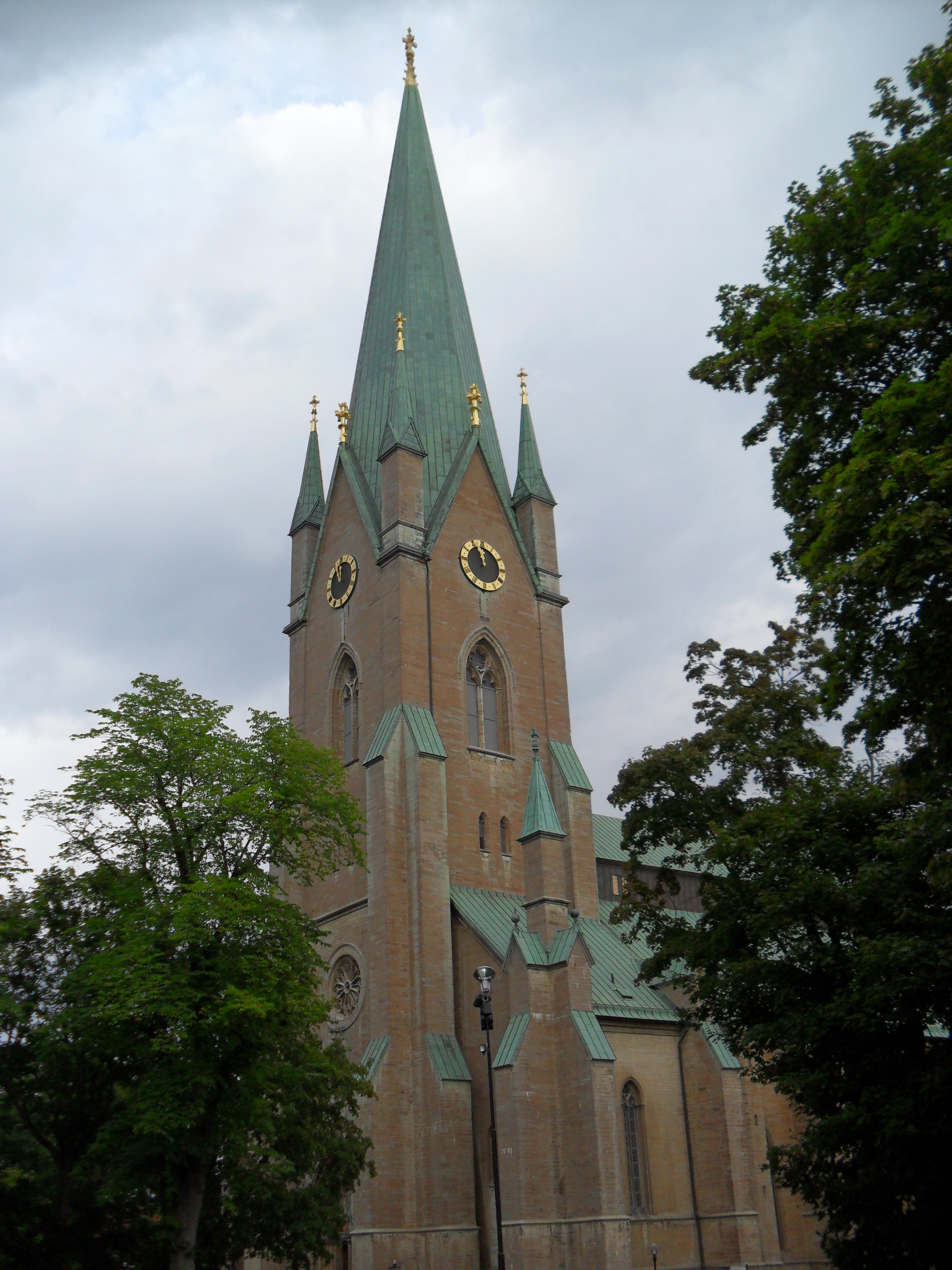
نمای بیرونی کلیسای جامع لینشوپینگ.

به لحاظ تاریخی، لینشوپینگ به خاطر اینکه یکی از قدیمی‌ترین اسقف‌نشین‌های سوئد (حدود ۱۰۸۲) است، مشهور است، که از لحاظ قدمت پس از اسقف‌نشین اسکارا قرار می‌گیرد. از این اسقف‌نشین برای نخستین بار در سال ۱۱۰۴ در «لیست فلورانس» با نام Lionga Kaupinga یاد شده‌است. صومعه (ورِتا) کلوستِر در نزدیکی دریاچه روکسِن در شمال لینشوپینگ در سال ۱۱۲۸ بنیان گذاشته شده و قدیمی‌ترین بخش‌های کلیسای جامع لینشوپینگ نیز مربوط به قرن ۱۲م هستند--البته این بخش‌ها بارها از آن زمان تغییر کرده‌اند، مثلاً برج بلند کلیسا مربوط به قرن ۱۹م است. در طول تاریخ تلاش‌هایی وجود داشته تا لینشوپینگ به یک اسقف اعظم نشین تبدیل شود و در سال ۱۱۶۴ هم نزدیک بود که این اتفاق بیفتد، اما نهایتاً این عنوان به اوپسالا رسید.
تاج‌گذاری والدمار بیرگرسون در این کلیسای جامع در سال ۱۲۵۱ انجام شد. در زمان حکم‌رانی گوستاف یکم سوئد چندین شورای تصمیم‌گیری در این شهر برگزار شد.
مراکز مذهبی عمدتاً پس از چندی به مراکز آموزشی نیز تبدیل می‌شوند و لینشوپینگ نیز از این امر مستثنی نبود. قدمت یکی از مدارس کلیسای جامع به ۱۲۶۶ می‌رسد. در سال ۱۶۲۷ مدرسه کلیسای جامع کنونی لینشوپینگ بنیان گذاشته شد که سومین جیمنیزیوم (مدرسه) قدیمی سوئد است.

## اقلیم
اقلیم لینشوپینگ قاره‌ای مرطوب است (Dfb) و با وجود تأثیرات اقیانوسی، تفاوت زیادی بین فصل‌هایش وجود دارد. لینشوپینگ در مقایسه با دیگر مکان‌ها در این عرض جغرافیایی اقلیمی معتدل‌تر دارد. به‌طور معمول در تابستان دمای این شهر ۲۰ تا ۲۳ درجه سانتی‌گراد و در زمستان ۳- تا ۶- درجه سانتی‌گراد است.

## مردم
در سال ۲۰۰۰، ۱۰/۹ درصد جمعیت شهر لینشوپینگ پیشینه مهاجرتی داشتند که این میزان در سال ۲۰۱۹ به ۲۳/۱ درصد افزایش پیدا کرده‌است.

## فرهنگ

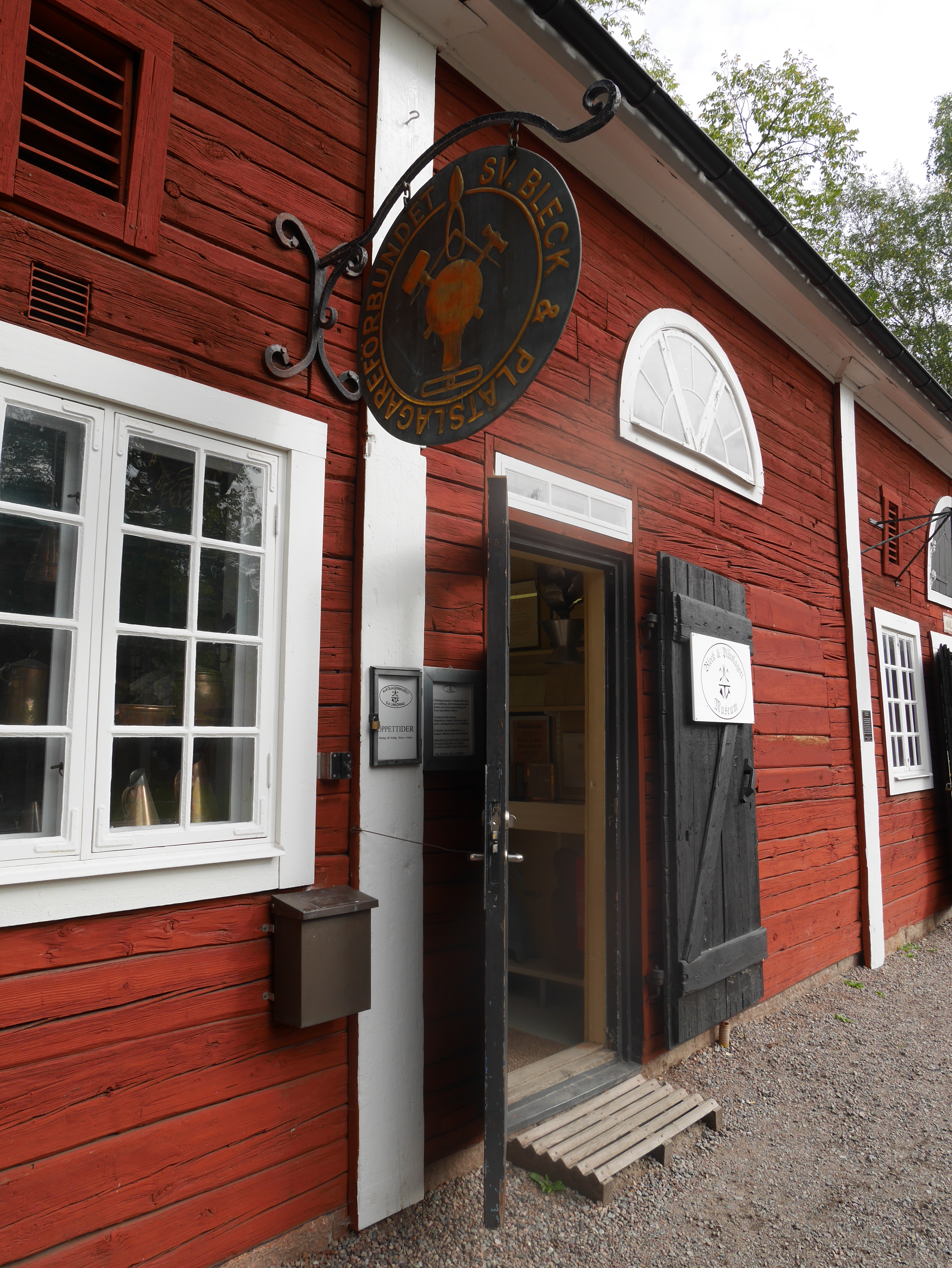
شهر قدیم لینشوپینگ.

ساکنین و بازدیدکنندگان لینشوپینگ از غنای بالایی از فعالیت‌های تفریحی، شامل تئاتر، تاریخ، کنسرت، بازار، فستیوال‌ها و رویدادهای ورزشی، برخوردارند. برخی از مهم‌ترین این مراکز عبارتند از: سدهای سلولی برروی کانال یوتا و کیندا، شهر قدیم لینشوپینگ، جنگل والا و منطقه تفریحی والا، موزه نیروی هوایی، کلیسای جامع لینشوپینگ، موزه قلعه و کلیسای جامع، موزه شهرستان اوستریوتلاند، و گالری آثار هنری واقع در میدان مرکزی شهر.
تورنبی (Tornby) که در شمال لینشوپینگ واقع شده نیز یک منطقه فروشگاهی بزرگ است که میزبان فروشگاه‌های زنجیره‌ای بزرگی چون ایکیاست.
این شهر و حومه آن همچنین از مناظر و تفریح‌گاه‌های طبیعی بسیاری برخوردار است. از این جمله می‌توان به پارک طبیعی Trädgårdsföreningen (پارک انجمن باغداران) و منطقه Tinnerö با جنگل‌های بلوطش اشاره کرد. پهنه‌های آبی لینشوپینگ شامل دریاچه‌های روکسن، رنگن و یرن‌لوندن، رودخانه استُنگُن، و کانال‌های کیندا و یوتا می‌شود. این مناطق به‌وسیله دوچرخه یا قایق و به‌صورت پیاده قابل‌دسترس هستند.
شهر لینشوپینگ خانه ارکستر سمفونیک لینشوپینگ و میزبان «روزهای موسیقی اوستریوتلاند» که تابستان هر سال برگزار می‌شود و «فستیوال ارکستر دانشجویی» در ماه مه است. یکی از برجسته‌ترین گروه‌های کُر لینشوپینگ، گروه کُر مردان دانشگاه لینشوپینگ است. لینشوپینگ همچنین خانه گروه نمایشی هوی متال گُست (Ghost) و گروه راک پوخکینس است.
منطقه اطراف میدان اصلی در دهه ۱۹۶۰ بازطراحی شد و بسیاری از خانه‌های قدیمی تخریب شدند و برخی از آنان نیز به شهر قدیم لینشوپینگ (Gamla Linköping) در غرب شهر در کنار پردیس اصلی دانشگاه لینشوپینگ منتقل شدند. این منطقه اکنون به عنوان یک موزه زنده (living museum) جاذبه‌ای توریستی برای گردشگران و مرکزی تفریحی برای ساکنین شهر است.
همچنین نرکان (NärCon)، که بزرگ‌ترین گردهمایی بازی‌های رایانه‌ای و انیمه در کشورهای نوردیک است، در شهر لینشوپینگ برگزار می‌شود.